# ریستو لاکونن
ریستو لاکونن (انگلیسی: Risto Laakkonen؛ زادهٔ ۶ مهٔ ۱۹۶۷) اسکی‌باز پرش اهل فنلاند بود.